# NGC 118
NGC 118 (ook wel PGC 1678, UGC 264, IRAS00247-0203, MCG 0-2-32, KUG 0024-020B, MK 947, UM 244, 3ZW 9, NPM1G -02.0006 of ZWG 383.16) is een compact sterrenstelsel in het sterrenbeeld Walvis.
NGC 118 werd op 27 september 1880 ontdekt door de Duitse astronoom Ernst Wilhelm Leberecht Tempel.